# 贵概镇
贵概镇（羅馬化：kwat hkuing [kʊʔ.kʰàɪ̯ɴ]），又作贵慨镇，是緬甸聯邦第一特區貴概縣貴概區駐地。坐落于三号国道，距离腊戍北部约24公里。距离果敢约60公里，距离中国边境城镇畹町镇约150公里。